# Брестице (Билећа)
Брестице су насељено мјесто у општини Билећа, у Републици Српској, Босна и Херцеговина. Према попису становништва из 1991. у насељу је живјело 41 становника. На попису становништва 2013. године, према подацима Агенције за статистику Босне и Херцеговине пописано је 18 становника.

## Становништво
| Националност       | 1991. | 1981. | 1971. | 1961. |
| Срби               | 41    | 53    | 83    | 129   |
| Југословени        |       | 3     |       |       |
| остали и непознато |       |       |       |       |
| Укупно             | 41    | 56    | 83    | 129   |

| Демографија | Демографија | Демографија |
| Година      | Становника  | Становника  |
| ----------- | ----------- | ----------- |
| 1948.       | 112         |             |
| 1953.       | 130         |             |
| 1961.       | 129         |             |
| 1971.       | 83          |             |
| 1981.       | 56          |             |
| 1991.       | 41          |             |

## Знамените личности
- Радослав Братић, српски књижевник
- Др Божо Милошевић, проф. социологије на Универзитету у Новом Саду, Председник Југословенског удружења за социологију, Главни и одговорни уредник часопшиса "Социологија" (Београд).
- Др Радослав Милошевић. проф. математике на Универзитету у И.Сарајеву, песник (председник Удружења књижњвника РС/Требиње. –ААМ
- Драгутин Милошевић, дипл. екон., приповедач (члан Удружења књижевника РС).